# Kirill Grigor'evič Razumovskij
Kirill Grigor'evič Razumovskij (in russo Кирилл Григорьевич Разумовский?) (Lemeši, 18 marzo 1728 – Baturyn, 9 gennaio 1803) è stato un ufficiale russo.

## Biografia
Figlio di un cosacco, Hryhorij Rozum, e fratello di Aleksej Grigor'evič Razumovskij, a cui deve la sua scesa al potere. Suo fratello, nel 1742, è diventato uno dei preferiti (e anche il marito) dell'Imperatrice Elisabetta. In ascesa Aleksej convocò tutta la sua famiglia a San Pietroburgo dove ricevette il nome di Razumovskij. Mandò suo fratello, sotto la supervisione di Grigorij Nikolaevič Teplov, a studiare in Europa.  

## Carriera
Dopo il Grand Tour in Italia e Francia e aver frequentato lezioni in incognito all'Università di Gottinga, il  giovane visse dal settembre 1743 al luglio 1744 nella casa di Euler, che gli insegnò la matematica. All'età di 16 anni, ritornò a San Pietroburgo con il titolo di conte e la carica di ciambellano e all'età di 18 anni venne nominato presidente dell'Accademia delle Scienze di San Pietroburgo.  Durante il suo viaggio di formazione fu affiliato in  Massoneria in una loggia di Berlino.
Nel 1748 fu tenente colonnello del Reggimento Izmajlovskij, senatore e aiutante di campo. Come comandante del Reggimento Izmajlovskij, giocò un ruolo importante nella scalata al potere di Caterina e divenne il suo confidente.
Per amore di Razumovskij, l'imperatrice accettò di ricreare la dignità dell'hetman, che a quel tempo era stata abolita, e nel 1750 lo mandò a governarlo. Nelle loro due capitali: Glukhov e Baturyn - Razumovskij si è circondato di cortigiani, iniziò un'opera italiana e un teatro francese. Commissionò all'architetto Kvasov di costruire un palazzo. In futuro, Razumovskij continuò a prestare particolare attenzione alla costruzione di palazzi e chiese nella Piccola Russia, cercando di avvicinarla all'architettura della capitale. 
Elisabetta ricevette informazioni molto sfavorevoli sull'ordine che Razumovskij aveva istituito nei territori a lui affidati. Vališevskij nota che con tutte le inclinazioni incoraggianti, il giovane hetman spesso "cadeva sotto l'influenza di parenti avidi e l'ambiente viziato che lo circondava". L'imperatrice fu bombardata da lamentele sulla corruzione di Razumovskij, sul fatto che sotto il suo governo i contadini erano impoveriti ei suoi parenti erano favolosamente arricchiti. Nel 1754 convocò Razumovskij a Mosca per avere spiegazioni. Allo stesso tempo, il potere dello hetman venne seriamente limitato, i dazi doganali sul confine imperiale furono annullati. Elisabetta proibì anche a Razumovskij di corrispondere con i dignitari stranieri. Il territorio governato dall'hetman fu ridotto.
Dopo un soggiorno di tre anni alla corte imperiale, Razumovskij fu autorizzato a tornare nella sua residenza di Hlukhiv. Ma già alla fine del 1757, si affrettò a tornare al nord per gli affari dell'Accademia delle Scienze. Dopo l'istituzione dell'Università di Mosca nel 1755, Teplov, che ha redatto lo statuto dell'università di Mosca, propone a Razumovskij il suo progetto di organizzare un'istituzione simile a Baturyn. A cavallo tra il 1750 e il 1760, Razumovskij si manifestò pienamente come uno statista maturo: cercò di aumentare la contentezza dei Piccoli cosacchi russi, difende i diritti della Piccola Russia al Senato, al suo ritorno a Glukhov, elabora un programma di trasformazioni di vasta portata nello spirito dell'Illuminismo, inclusa l'introduzione di regolari formazioni di reggimenti e riorganizzazione dei procedimenti giudiziari.

### Presidente dell'Accademia Imperiale delle Scienze
Razumovskij trascorse l'intero breve regno di Pietro III a San Pietroburgo in preparazione di una campagna contro la Danimarca, dalla quale l'imperatore sognava di portare via i possedimenti dei suoi antenati. Come comandante del reggimento Izmailovskij, ha svolto un ruolo importante nell'ascesa al potere di Caterina e divenne il suo confidente. Il manifesto sull'ascesa al trono è stato stampato nella tipografia dell'Accademia delle scienze da lui diretta. Nella speranza che il titolo hetman diventasse ereditario nella famiglia Razumovskij, Kirill tornò a Glukhov per continuare le riforme iniziate.
Nel frattempo, l'idea di un vasto principato guidato dalla dinastia Razumovskij non soddisfaceva i gusti di Caterina, e nel suo ambiente prevalse presto l'opinione sulla necessità di abolire l'hetman. Teplov è stato uno dei principali iniziatori dell'abolizione. Razumovskij venne convocato in tribunale, dove gli chiesero una lettera di dimissioni. Il 21 novembre 1764 in compenso, Razumovskij ricevette il grado di feldmaresciallo generale, sebbene non avesse esperienza nell'esercito. Ha trascorso i due anni successivi all'estero.

## Matrimonio
Istruito, parlava un ottimo tedesco e francese, apparve in tutto il suo splendore alla corte di Elisabetta Petrovna. Inoltre, era di bell'aspetto, di mente originale, molto piacevole e superava il fratello in intelligenza. Onori e ricchezza incommensurabile non gli hanno montato la testa; era gentile, caritatevole, generoso e senza il minimo orgoglio e arroganza, a disposizione di tutti. Si concedeva pienamente e con tutto il cuore ai piaceri mondani e alle celebrazioni di corte.
A corte le dame erano pazze di lui. Come sua moglie, l'imperatrice scelse la sua cugina di secondo grado Ekaterina Ivanovna Razumovskaja (1729-1771), per la quale fu data una colossale dote, che comprendeva, tra le altre cose, Šemerentev Dvor e diversi villaggi nel territorio della moderna Mosca. Il fratello del favorito divenne improvvisamente una delle persone più ricche del paese. Il matrimonio venne celebrato il 27 ottobre 1746. La coppia ebbe undici figli:
- Natal'ja Kirillovna (1747-1837), sposò Nikolaj Aleksandrovič Zagrjažskij (1743-1821), non ebbero figli;
- Aleksej Kirillovič (1748-1822);
- Elizaveta Kirillovna (1749-1813), sposò Pëtr Fëdorovič Apraksin (1728-1813);
- Pëtr Kirillovič (1751-1823), sposò Sof'ja Stepanovna Ušhakova, non ebbero figli;
- Andrej Kirillovič (1752-1836);
- Dar'ja Kirillovna (1753-1762);
- Anna Kirillovna (1754-1826), sposò Vasilij Vasil'čikov, ebbero cinque figli;
- Praskov'ja Kirillovna (1755-1808), sposò Ivan Vasil'evič Gudovič, ebbero sette figli;
- Lev Kirillovič (1757-1808), sposò Marija Fosdick Golicyn, non ebbero figli;
- Gregorij Kirillovič (1759-1837);
- Ivan Kirillovič (1761-1802).

## Morte
Dopo la morte della moglie nel 1771, la nipote del maresciallo di campo, Sof'ja Apraksina, divenne la sua confidente. La sua sconfinata influenza sul conte causò numerose voci. Oltre alle tenute della Piccola Russia, Razumovskij fece realizzare la tenuta Polivanovo su Pakhra e visse a lungo nella tenuta Petrovsko-Razumovskoe vicino a Mosca. A San Pietroburgo, possedeva un lussuoso palazzo sulla Moika.
Nell'ultimo decennio della sua vita, il vecchio conte trasferì la gestione delle tenute nelle mani del figlio Aleksej. Nel 1790 si fece costruisce un'altra lussuosa residenza nella Piccola Russia, questa volta a Yagotyn. In questi anni ordinò pecore spagnole dalla fattoria austriaca del principe del Liechtenstein, allevò gelsi e introdusse la sericoltura a Yagotyn, importò anche macchine agricole, avviò i mulini e migliorò le fabbriche di candele e tessuti a Baturyn. C'è una leggenda secondo cui Razumovskij fu il primo a piantare pioppi piramidali nel nord-est della Piccola Russia.
Morì il 9 gennaio 1803 a Baturyn per un attacco di cuore, siccome egli soffriva di diabete.